# Загрузочно-разгрузочное устройство
Загрузочно-разгрузочное устройство (Стыковочно-расстыковочное устройство, англ. Mate-Demate Device, MDD) — специализированная крановая установка, разработанная и созданная для подъёма и опускания Шаттлов и Буранов на самолёт-носитель.

## США
В США смонтировано 4 таких установок — на авиабазе Эдвардс, в космическом центре им. Кеннеди, на авиабазе Ванденберг (перемещена на завод № 42 ВВС США в Палмдейл, Калиф.) и окончательно разобрана в 2008). Для разгрузки в местах, где отсутствовала специальная инфраструктура предполагалось, что её функции будет выполнять пара крановых установок. Для этого для «Энтерпрайза» была подготовлена мобильная установка для загрузки и разгрузки.

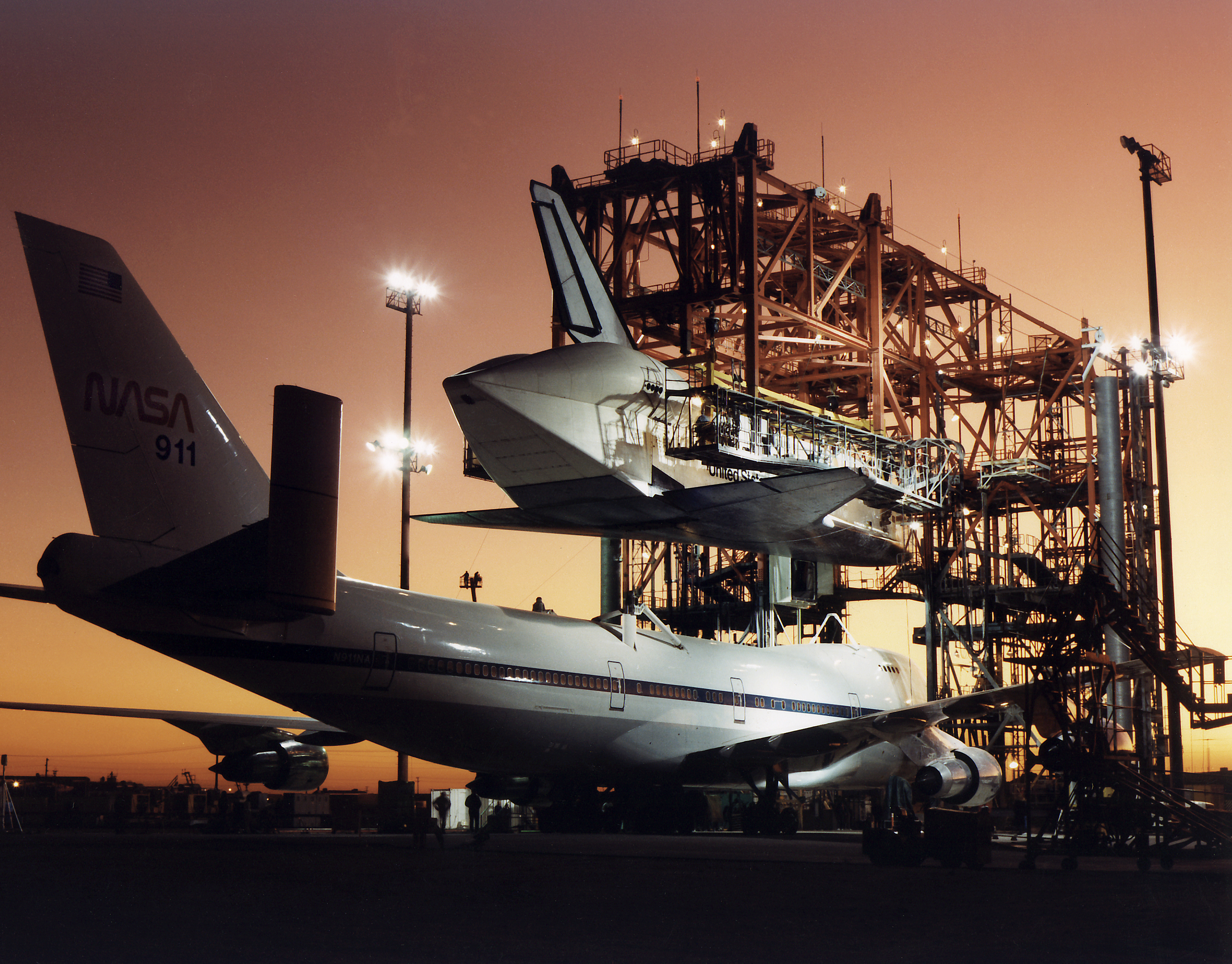
Атлантис устанавливается на самолёт, Калифорния
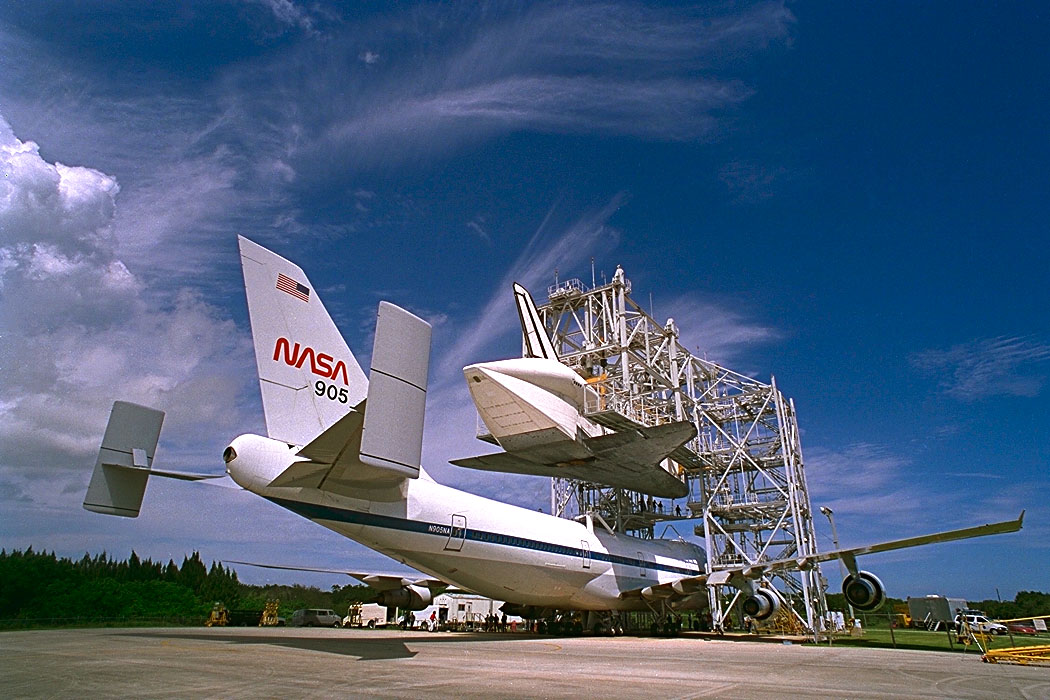
Погрузочно-разгрузочный агрегат MDD, Флорида
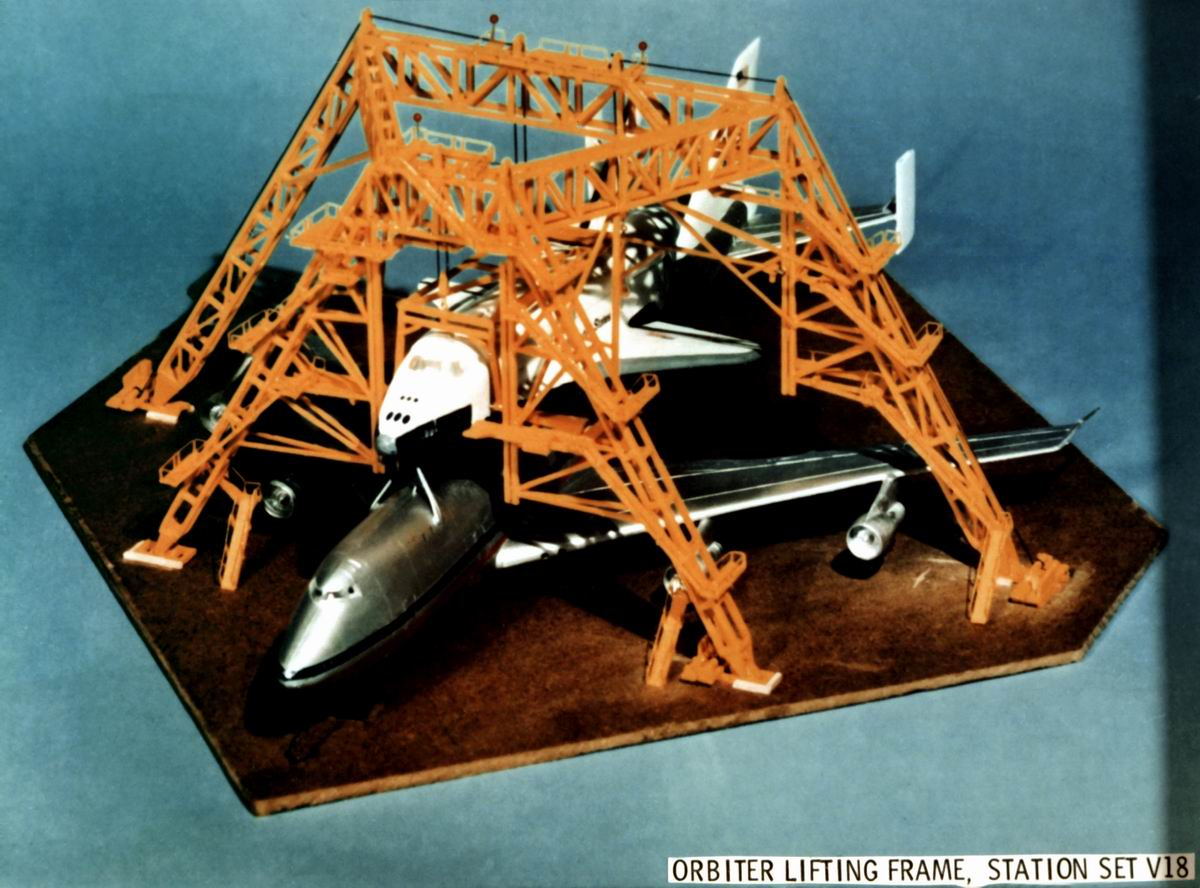
Прототип MDD на базе Ванденберг
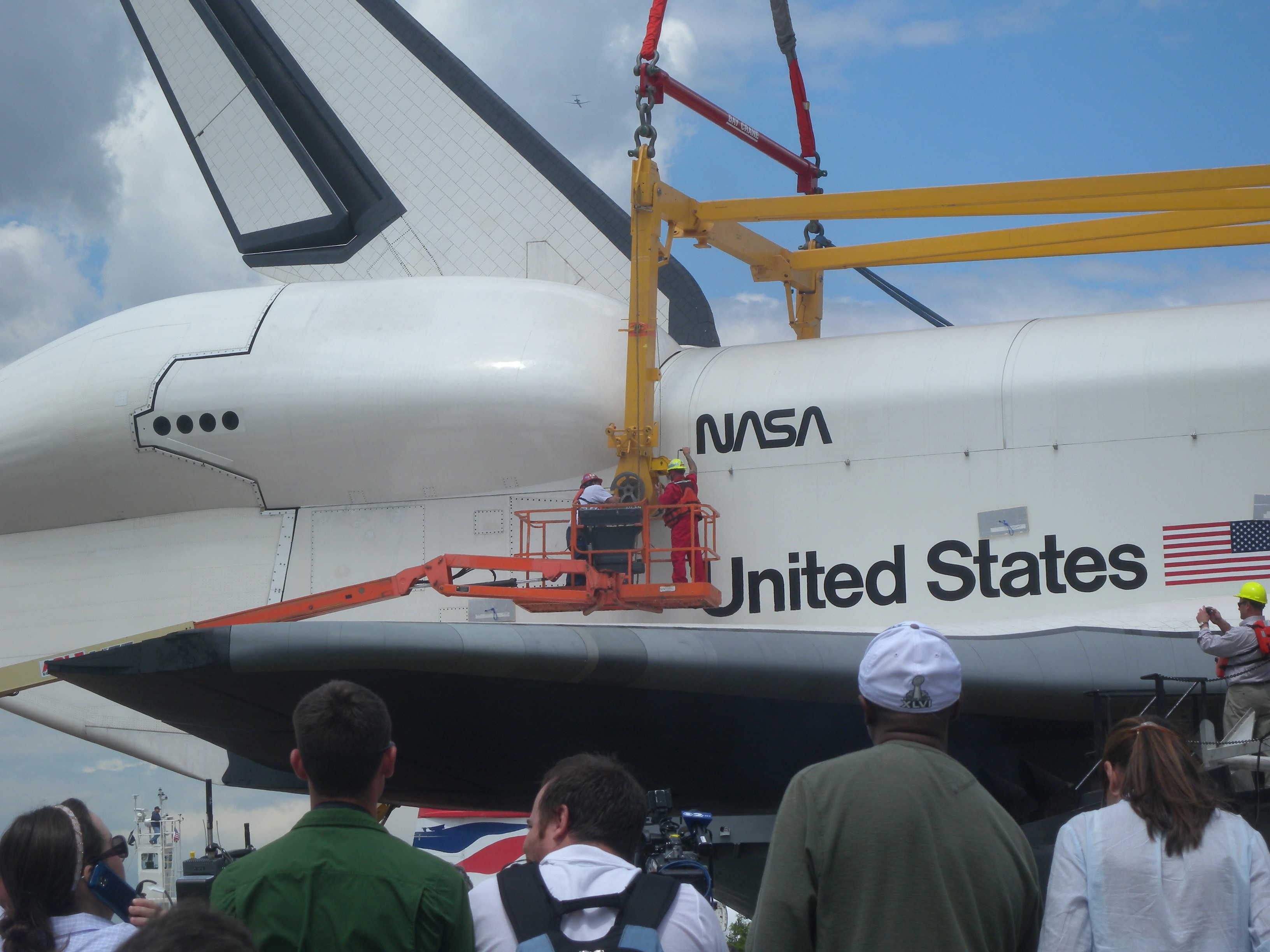
Мобильная установка для загрузки и разгрузки подстыкована к Энтерпрайзу

## СССР
В рамках программы МТКК Буран в СССР были разработаны и изготовлены аналогичные конструкции — подъёмно-посадочные устройства (подъёмно-козловые устройства) ПКУ-50 и ПУ-100, подъёмно-установочный агрегат ПУА-100. На момент первого полёта такие устройства были смонтированы на аэродромах ЛИИ, аэродром Юбилейный, аэродром Безымянка.